# Dawn Fraser

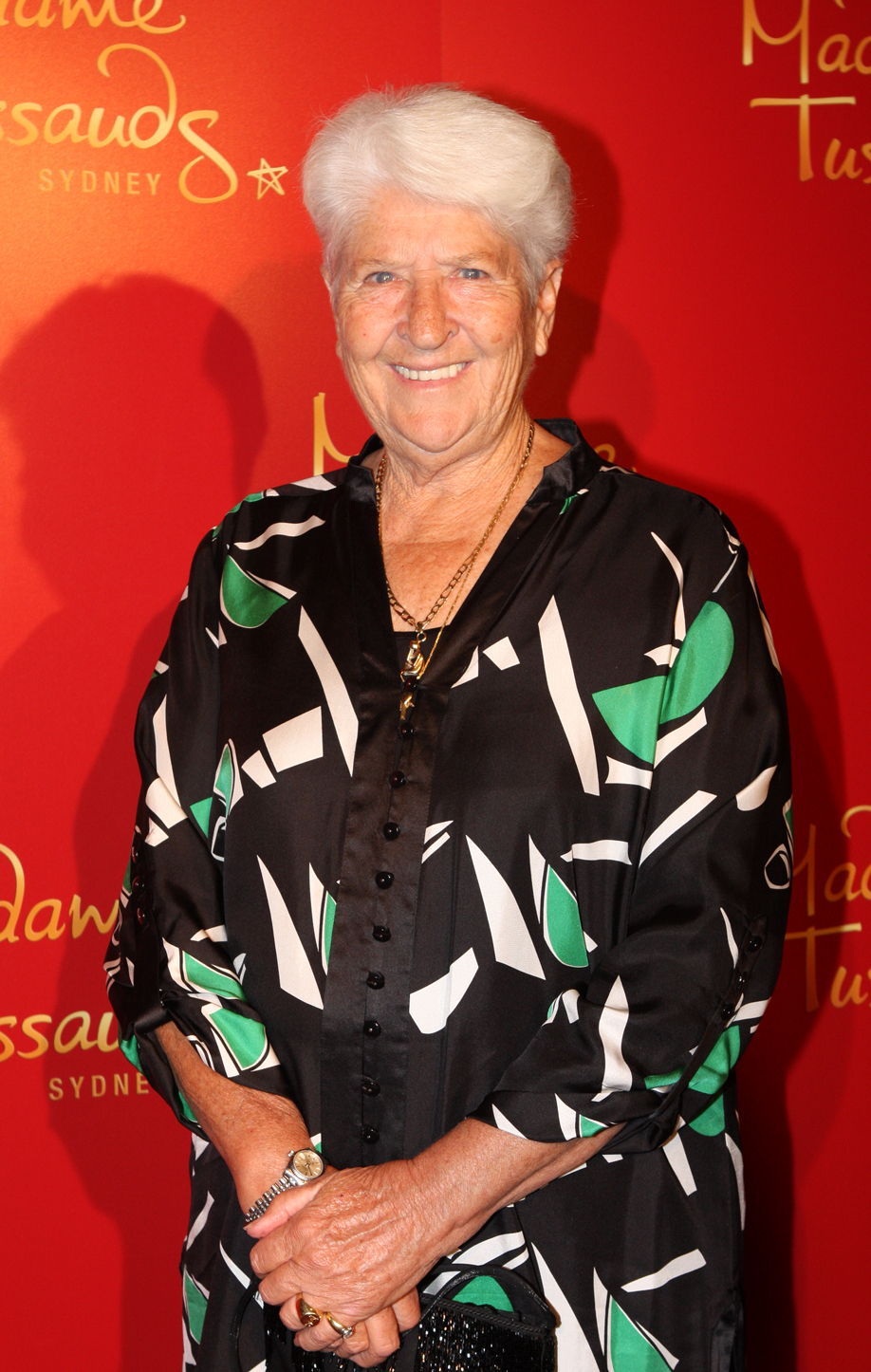
Dawn Fraser in 2012

Dawn Fraser (Sydney, 4 september 1937) geldt als de grootste zwemster uit de geschiedenis van Australië.
Naam maakte de specialiste op de vrije slag voor het eerst in 1956, bij de Olympische Spelen in Melbourne. Fraser won twee gouden medailles, op de 100 meter vrije slag en de 4x100 meter vrije slag, en een zilveren op de 400 meter vrije slag.
Vier jaar later, bij de Olympische Spelen van Rome (1960), prolongeerde Fraser haar titel op de 100 m vrij. In oktober 1962 doorbrak zij als eerste vrouw de magische grens van één minuut op het koningsnummer van de zwemsport. Dat wereldrecord hield acht jaar stand.
In 1965 beëindigde Fraser haar indrukwekkende loopbaan toen de Australische zwembond haar voor tien jaar schorste naar aanleiding van haar gedrag bij de Olympische Spelen in Tokio (1964), waar Fraser de voorschriften aan haar laars lapte. Zo liep ze mee in de openingsceremonie, wat haar was afgeraden, en droeg bij de competitie een oud badpak, zeer tegen de zin van de sponsors. Bij dat toernooi prolongeerde Fraser wel andermaal haar olympische titel op de 100 m vrij, wat haar dat jaar de uitverkiezing tot Australian of the Year opleverde. Haar schorsing werd vier jaar later opgeheven, maar ze bedankte toch voor verdere sportdeelname.
1912: Fanny Durack ·
1920: Ethelda Bleibtrey ·
1924: Ethel Lackie ·
1928: Albina Osipowich ·
1932: Helene Madison ·
1936: Rie Mastenbroek ·
1948: Greta Andersen ·
1952: Katalin Szőke ·
1956: Dawn Fraser ·
1960: Dawn Fraser ·
1964: Dawn Fraser ·
1968: Jan Henne ·
1972: Sandra Neilson ·
1976: Kornelia Ender ·
1980: Barbara Krause ·
1984: Nancy Hogshead/Carrie Steinseifer ·
1988: Kristin Otto ·
1992: Zhuang Yong ·
1996: Le Jingyi ·
2000: Inge de Bruijn ·
2004: Jodie Henry ·
2008: Britta Steffen ·
2012: Ranomi Kromowidjojo ·
2016: Simone Manuel/Penelope Oleksiak ·
2020: Emma McKeon ·
2024: Sarah Sjöström
1912: Moore, Fletcher, Speirs, Steer ·
1920: Woodbridge, Schroth, Guest, Bleibtrey ·
1924: Donnelly, Ederle, Lackie, Wehselau ·
1928: Lambert, Osipowich, Saville, Norelius ·
1932: Johns, Saville, McKim, Madison ·
1936: Selbach, Wagner, den Ouden, Mastenbroek ·
1948: Corridon, Kalama, Helser, Curtis ·
1952: I. Novák, Temes, É. Novák, Szőke ·
1956: Fraser, Leech, Morgan, Crapp ·
1960: Spillane, Stobs, Wood, von Saltza ·
1964: Stouder, de Varona, Watson, Ellis ·
1968: Barkman, Gustavson, Pedersen, Henne ·
1972: Babashoff, Barkman, Kemp, Neilson ·
1976: Peyton, Sterkel, Babashoff, Boglioli ·
1980: Krause, Metschuck, Diers, Hülsenbeck ·
1984: Johnson, Steinseifer, Torres, Hogshead ·
1988: Otto, Meißner, Hunger, Stellmach ·
1992: Haislett, Martino, Thompson, Torres ·
1996: Martino, Van Dyken, Fox, Thompson ·
2000: Van Dyken, Shealy, Thompson, Torres ·
2004: Mills, Lenton, Thomas, Henry ·
2008: Dekker, Kromowidjojo, Heemskerk, Veldhuis ·
2012: Coutts, C. Campbell, Elmslie, Schlanger ·
2016: McKeon, Elmslie, B. Campbell, C. Campbell ·
2020: B. Campbell, Harris, McKeon, C. Campbell ·
2024: O'Callaghan, Jack, McKeon, Harris
- Australian Women's Register: IMP0178b
- CiNii: DA07249958
- Gemeinsame Normdatei: 1271391473
- International Standard Name Identifier: 0000 0000 8432 7772
- Library of Congress Control Number: nr2002000056
- Bibliotheek van het Japanse parlement: 00521769
- Nationale bibliotheek van Australië: 35105989
- Trove: 472833
- Virtual International Authority File: 19610739
- WorldCat: E39PBJhCHm43PThWYBDWFFmrv3